# Malik Shah I
Yalāl ad-Dīn Malik Shāh (1055-1092), castellanizado como Yalaledín, o Malik Shah I: sultán selyúcida (1072-1092).
Como otros personajes del mundo islámico medieval, ha pasado a la historia con un sobrenombre. En este caso, las dos palabras que lo componen significan "rey", la primera en árabe (malik), y la segunda en persa (shah). Por este nombre, muchos han visto en Malik Shah un símbolo de la época: un sultán turco, una religión de origen árabe, una administración persa.
Accedió al trono tras el asesinato de su padre, Alp Arslan, en 1072. Reinó bajo la tutela del visir Nizam al-Mulk, que ya había sido ministro de Alp Arslan. 
Fue protector del matemático y astrónomo Omar Jayyam, a quien dotó de un observatorio en la capital, Isfahán. Jayyam reformó el calendario en 1074.
En 1092 Nizam al-Mulk fue asesinado por la secta de los nizaríes. Cabe la posibilidad de que el sultán no fuera ajeno a ello, quizá deseoso de desembarazarse de un personaje con excesivo poder. Sin embargo, Malik Shah murió envenenado el mismo año, quizá a manos de la guardia personal del desaparecido visir. A su muerte estalló una guerra civil que debilitó considerablemente a la monarquía.

## Biografía

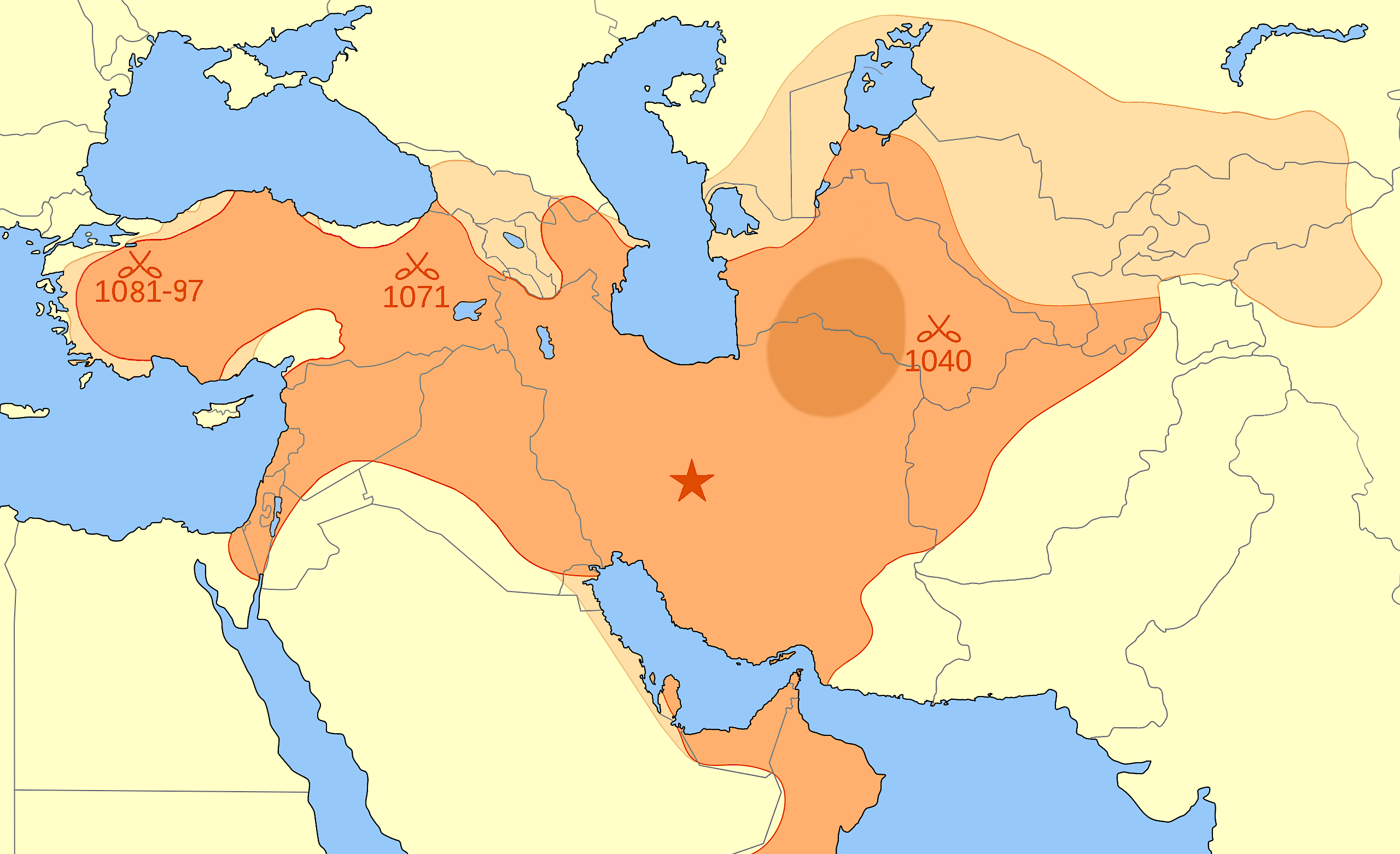
El imperio selyúcida en 1092

Su padre Alp Arslan le designó como heredero ( wali al-adh ) el  1066 y otros parientes recibieron gobiernos en la parte oriental del imperio. A su muerte en enero de 1073 a causa de una herida causada por un prisionero de la campaña contra los  kharakánidas, lo sucedió el hijo mayor Malik Shah I. Su hijo Ayaz ibn Alp Arslan recibió las provincias del  Oxus superior y su hermano Kawurd ibn Čaghri Beg fue confirmado en Kerman. El visir Nizam al-Mulk actuó con celeridad y la sucesión fue notificada al califa de Bagdad inmediatamente al tiempo que se aseguraba el control de Nishapur donde estaba el tesoro.
Su tío Kawurd consideraba que como decano de la familia, lo que recibía era poco, y se sublevó, pero fue derrotado en Hamadan (1074) y murió quizá por orden del visir. Pero Malik Shah concedió a continuación a sus dos hijos Sultan Shah y Turan Shah el  Kerman y el Faros. Aprovechando estas luchas el gaznévida  Ibrahim ibn Masud (1059-1099) probó de recuperar los territorios del Gran Jorasán que su estirpe había perdido ante los selyúcidas treinta años atrás. Ibrahim atacó al selyúcida Uthman ibn Čaghri Beg Dawud en el norte de Afganistán y lo hizo prisionero, pero Malik Shah envió un ejército que restableció el control selyúcida el territorio (1073). Entre los dos imperios extendía el principado de Sistán, gobernando por la dinastía saffari que el 1073 tuvo que reconocer la soberanía de Malik Shah I.
También se quiso aprovechar del conflicto interno  kharakano de Transoxiana Shams al-Mulk Nasr ibn Tamghač Khan Ibrahim (1068-1080) que invadió el Jorasán por la zona de Balkh y el Tukharistán. Malik Shah retornó desde Persia y rechazó la invasión ocupando Tirmidhi y dictando condiciones de paz al khan en su propia capital de Samarcanda (1074). Shams al-Mulk Nasr ibn Tamghač Khan Ibrahim se convirtió en tributario selyúcida, situación que se mantuvo en general especialmente debido al conflicto que a partir de entonces lo enfrentó con la rama  kharakánida de Kasgar.
Ayaz murió el mismo 1074, antes de la campaña de su hermano a Tukharistán y Balkh y Malik Shah concedió estos territorios a un tercer hijo, Tekish ibn Alp Arslan que gobernó en paz hasta el 1080.
Poco después de subir al trono, Malik quiso reforzar la posición selyúcida al Azerbaiyán,  Arrán y Armenia y el 1075 depuso al emir shaddádida de Ganyá (Arrán), Fadlun o Fadl III ibn Fadl II (1073-1075) dando el gobierno a un viejo oficial turco esclavo de Alp Arslan, Sawtigin, experimentado en las condiciones en la zona.
La situación en la frontera romana de Oriente era todavía muy confusa; después de la derrota de los griegos en la batalla de Manzikert en 1071, bandas irregulares de turcomanos asolaban Anatolia, pero en la parte sur-oriental resistía un general armenio-romano de Oriente, Filaretos que con un ejército formado principalmente por unos ocho mil normandos dirigidos por Raimbaud había apoderado de Cilicia donde tenía el apoyo de la población armenia emigrada en la zona los últimos años. En 1078 se autoproclamó dux de Antioquía que incluía  Edessa de fuerte población armenia. Tuvo los títulos de  domesticos  y  protocuropalata, y luego de sebast e incluso protosebast.
El 1076/1077 el general selyúcida Ortuk ibn Eseb hizo una serie de campañas en Arabia por cuenta Malik Shah I: primero en Bahrayn donde Abd Allah ibn Ali al-Uyuni los Banu Murra ibn Amir, dominaba el norte de la región y estaba acosando al-Ahsa hacía siete años; le ayudaron con 200 caballeros, conquistó la ciudad y fundó la dinastía Uyúnida y el 1077/1078 aplastó la resistencia de los cármatas y las tribus que los apoyaban, y liquidaron el estado cármata; los uyúnidas reconocieron al califa abasí y la soberanía selyúcida. Después Ortuk obligó al jeque de La Meca a declararse por califato abasí en contra del califato fatimí. Las sumisiones de Yemen y Aden fueron efímeras.
En 1077 los hijos del selyúcida Kutalmish, Suleiman Kutlumush ibn Arslan Israil y Mansur ibn Kutalmish , establecían un sultanato los territorios arrebatados a los romanos de Oriente, que los turcos llamaban rum, de donde vino el nombre de Sultanato de Rum, siendo la primera capital en İznik. Según la historiografía posterior estos dos príncipes fueron investidos como gobernadores por Malik Shah, pero dado que Suleiman usó el título de sultán hay que pensar que fue un acto unilateral que el gran sultán selyúcida tenía que ver como una alta traición. Dos otros hijos de Kutulmish lucharon con los fatimitas en Palestina contra los grandes selyúcidas lo que probaría las malas relaciones de estas ramas con el gran sultán.
Como el rey de Georgia, Giorgi I, había conquistado Kars, Malik Shah fue a la zona (1078/1079) para hacer una campaña y la ciudad fue conquistada por el emir Ahmad, uno de los fines del ejército, que luego combatió a los georgianos
El 1079 seguramente a propuesta de Ummar Khayyam, reformó el calendario estableciendo la era Jalal o Maliki (Maliki de Malik) y Jalali del lakab Jalal al -Dawla uno de los que llevaba el sultán (la otra era Muizz al-Din). Umar construyó un observatorio en Isfahán.
La muerte del  kharakánida Shams al-Mulk Abu l-Hasan Nasr ibn Tamghač Khan Ibrahim en 1080 no alteró la paz con los selyúcidas bajo el breve gobierno de su hermano Al-Khidr Abu Shuja (Khidr Khan ibn Ibrahim 1080-1081) y el hijo de este Ahmad I (1081-1089) que era sobrino de una de las esposas de Malik Shah, la qarajánida Terken Khatun
El 1080/1081 Tekish, hermano de Malik Shah, cogió a su servicio a siete mil mercenarios que el sultán había licenciado para economizar y con su ayuda se sublevó (1081). Tras fracasar ante Nishapur, Tekish se tuvo que someter y fue perdonado por su hermano mayor. En 1081 una de las hijas del sultán Malik Shah I se prometió con el califa  Al-Muqtadir.
Las relaciones con los gaznávidas mejoraron cuando renuncian de hecho a reclamar sus antiguos territorios en el Jorasán, y los dos imperios tuvieron contactos cordiales incluyendo algunos enlaces matrimoniales. Los safáridas se mantuvieron leales y se hicieron algunas operaciones conjuntas entre selyúcidas y saffáridas contra los ismaelitas de Kuhistán.
El 1084 su hermano Tekish se sublevó de nuevo mientras Malik Shah estaba en la  Djazira, en el extremo occidental del imperio. Malik reprimió de nuevo la revuelta y esta vez no lo perdonó y lo hizo cegar y encarcelar. En diciembre de 1084 el general Filaretos perdió Antioquía frente a Suleiman I ibn Kutalmish, sultán de Rum. La posesión le fue disputada por Muslim ibn Kuraysh, señor  uqáylida de Mosul y Alepo, que finalmente fue derrotado por Sulayman al  sitio de Antioquía en la que Muslim murió en junio de 1085.
El 1085 Malik Shah regresó a la zona del Cáucaso para someter al shaddádida Fadl III que había sido restaurado en el trono de Ganyá y se había sublevado. El principado fue suprimido definitivamente si bien todavía subsistió la rama colateral de Ani. Al mismo tiempo el sultán recibió la sumisión del Shirvanshah Fariburz. Una buena parte de la cuenca del Araxes fue repartida en pequeños feudos ( ikta ) por los oficiales turcos de Malik Shah bajo soberanía de Kut al-Din Ismail ibn Yakutia, primo del sultán. Ese mismo 1085 el ex visir del califa abásida,  Fakhr al-Dawla Ibn Djahir, destituido en 1083, obtuvo el apoyo selyúcida por conquistar el emirato  marwánida, pero el general selyúcida Ortuk no le dio el apoyo esperado y los marwánidas por su lado lograron la alianza del uqáylida Muslim de Mosul. Amid al-Dawla ibn Fakhr al-Dawla pudo conquistar Mayyafarikin,  Amida y otras fortalezas de Diyarbakır, después de asedios y finalmente la guerra se terminó a los pocos meses; el gobierno de Fakhr y su hijo Amid fue impopular y después de malgastar en un año el tesoro marwánida, fueron destituidos por Malik Shah (1086) y la zona anexionada.
El 1086 el sultán selyúcida de Siria Tutush I, hermano de Malik Shah, que mantenía una lealtad más o menos nominal a su hermano sultán, derrotó Suleiman I de Rum y se apoderó de Antioquía del Orontes. Malik Shah envió entonces un ejército desde su capital Isfahán, bajo el mando personal del califa abasí, y concedió Antioquia en concesión (ikta) al turco Yaghi-Siyan que la conservó hasta el 1098. Gobernadores turcos se establecieron también en Alepo como  Kasim ad-Dawla Abu Said Ak Sunkur al-hadjib (1087-1094) y luego en Edessa que fue perdida por el armenio Filaretos ante Malik Shah. Filaretos tuvo que huir a la fortaleza de Germanicia (Marash), que fue finalmente ocupada también por los selyúcidas. No obstante fuentes turcas dicen que Germanícia fue conquistada ya el 1084 y que Filaretos en realidad huyó a Urfa y se convirtió al islam y fue uno de los principales auxiliares de Malik Shah, pero todo esto es dudoso. Buzan (1087-1094) fue nombrado emir de Edesa.
No fue hasta el año 1087 cuando Malik Shah se decidió ir a Bagdad, en ocasión del enlace de su hija con el califa al-Muqtadir, y fue entonces cuando este le confió oficialmente la  Saltana (el Sutan o poder temporal). El gobierno de los selyúcidas en Bagdad ejercía por un Shina o comandante militar encargó de la orden en la ciudad y muy a menudo en todo Irak, y un amid  o gobernador civil.
El 1089 los ulamas de Transoxiana causaron disturbios y Malik Shah invadió el territorio y depuso al khan  kharakánida Ahmad I (Ahmad Khan I). Malik finalmente le permitió volver a alcanzar el cargo verso en 1094, pero finalmente el Malik Shah invadía el khanato y el deponía y lo hacía ejecutar, según se cree al descubrirse sus simpatías ismaïlites. Malik Shah llegó hasta Semireche y eso intimidó al khan  kharakánida de Kasgar y Hotan Bughra Khan Harun (muerte en 1102) que había unificado los territorios orientales después de varias particiones, y que hizo leer la  khutba  en nombre de Malik Shah I.
El 1089 Malik Shah conquistó Mosul a uqáylides y entonces el djahírida Amid al-Dawla recibió de nuevo la provincia del Diyarbakir, mientras que su padre Fakhr al-Dawla recibía de Malik Shah el gobierno de Mosul, que solo conservó un año, ya que murió en 1090 en el cargo.
En la segunda mitad del 1092 Malik Shah estuvo en Bagdad, pero ignoró totalmente al califa abasí. Puso en marcha un plan de construcciones (una gran mezquita, la Djami al-Sultan y palacios por los dignatarios del estado, pues quería hacer de la ciudad califal su capital de invierno). Se dice que el sultán planeaba declarar heredero a su nieto Djafar llamado el "Pequeño príncipe de los creyentes", que su hija y el califa habían tenido unos tres años antes. En otoño era asesinado el visir Nizam al-Mulk y corrieron rumores de que el sultán había tenido participación. Treinta y cinco días después (noviembre) moría el mismo sultán de unas fiebres, quizás envenenado, cuando tenía 58 años. Su esposa qarajánida Terken Khatun con el apoyo del  mustawfi  Tadj al-Mulk Abu l-Ghanaim, intentó proclamó sultán a su hijo Mahmud ibn Malik Shah de 4 años, pero los  Nizamiyya  (los parientes del visir Nizam al-Mulk) lograron después de un tiempo de guerra civil imponer al hijo mayor Barkyaruk, de 13 años, hijo de otra esposa, Zubayda Khatun. El cuerpo de Malik Shah fue llevado de Bagdad a Isfahán y enterrado en la madraza de la ciudad.
Es descrito como una persona de carácter noble y generoso, y tenía reputación de protector del saber y la literatura, aunque él mismo tenía una escasa educación.